# Società Sportiva Verbania 1967-1968
Questa voce raccoglie le informazioni riguardanti la Società Sportiva Verbania nelle competizioni ufficiali della stagione 1967-1968.

## Divise
La prima divisa è una maglia interamente bianca, cerchiata da 3 bande orizzontali (blu, gialla e rossa) poste nel centro della maglia, con pantaloncini bianchi e calzettoni bianchi.
| Divisa casalinga | 1º Divisa Portieri |

## Organigramma societario
Area direttiva
- Presidente: Vittorio Borroni
- Consigliere: Sergio Melloni
- Consigliere: Ugo Melloni
- Consigliere: Vittorio Garganico

Area tecnica
- Direttore Sportivo: Carlo Pedroli
- Allenatore: Livio Bussi

Area sanitaria
- Medico Sociale: Antonio Galimberti
- Massaggiatore: Augusto Begni

## Rosa
| N. |                   | Ruolo | Calciatore          |
| -- | ----------------- | ----- | ------------------- |
|    | Italia (bandiera) | P     | Achille Fellini     |
|    | Italia (bandiera) | P     | Guglielminetti      |
|    | Italia (bandiera) | D     | Alfredo De Ponti    |
|    | Italia (bandiera) | D     | Germano Giannini    |
|    | Italia (bandiera) | C     | Bruno Maconi        |
|    | Italia (bandiera) | D     | Pier Carlo Tadini   |
|    | Italia (bandiera) | D     | Bruno Canto         |
|    | Italia (bandiera) | D     | Costantino Lo Bosco |
|    | Italia (bandiera) | D     | Bruno Mariani       |
|    | Italia (bandiera) | C     | Gianfranco Ferraris |
|    | Italia (bandiera) | C     | Arsenio Sacco       |

| N. |                   | Ruolo | Calciatore         |
| -- | ----------------- | ----- | ------------------ |
|    | Italia (bandiera) | C     | Luigi Giannini     |
|    | Italia (bandiera) | C     | Angelo Marforio    |
|    | Italia (bandiera) | C     | Ivan Romanzini     |
|    | Italia (bandiera) | A     | Antonio Barichella |
|    | Italia (bandiera) | A     | Pier Luigi Gini    |
|    | Italia (bandiera) | A     | Franco Migliorati  |
|    | Italia (bandiera) | A     | Giuseppe Margnini  |
|    | Italia (bandiera) | C     | Mario Casna        |
|    | Italia (bandiera) | C     | Mauro Sadocco      |
|    | Italia (bandiera) |       | Moretti            |

## Risultati

### Sessione estiva
| Acquisti | Acquisti          | Acquisti | Acquisti |
| R.       | Nome              | da       | Modalità |
| -------- | ----------------- | -------- | -------- |
|          | Bruno Canto       | Novara   | Prestito |
|          | Luigi Giannini    | Udinese  | Prestito |
|          | Franco Migliorati | Milan    | -        |

| Cessioni | Cessioni | Cessioni | Cessioni |
| R.       | Nome     | a        | Modalità |
| -------- | -------- | -------- | -------- |
|          | -        | -        | -        |

## Statistiche

### Statistiche di squadra
| Competizione | Punti | In casa | In casa | In casa | In casa | In casa | In casa | In trasferta | In trasferta | In trasferta | In trasferta | In trasferta | In trasferta | Totale | Totale | Totale | Totale | Totale | Totale | DR |
| Competizione | Punti | G       | V       | N       | P       | Gf      | Gs      | G            | V            | N            | P            | Gf           | Gs           | G      | V      | N      | P      | Gf     | Gs     | DR |
| ------------ | ----- | ------- | ------- | ------- | ------- | ------- | ------- | ------------ | ------------ | ------------ | ------------ | ------------ | ------------ | ------ | ------ | ------ | ------ | ------ | ------ | -- |
| Serie C      | 41    |         |         |         |         |         |         |              |              |              |              |              |              | 38     | 12     | 17     | 9      | 33     | 31     | +2 |

### Statistiche dei giocatori
| Giocatore   | Serie C  | Serie C | Serie C     | Serie C    | Coppa Italia Serie C | Coppa Italia Serie C | Coppa Italia Serie C | Coppa Italia Serie C | Totale   | Totale | Totale      | Totale     |
| Giocatore   | Presenze | Reti    | Ammonizioni | Espulsioni | Presenze             | Reti                 | Ammonizioni          | Espulsioni           | Presenze | Reti   | Ammonizioni | Espulsioni |
| ----------- | -------- | ------- | ----------- | ---------- | -------------------- | -------------------- | -------------------- | -------------------- | -------- | ------ | ----------- | ---------- |
| A. Fellini  | 38       | -31     | -           | -          | -                    | -                    | -                    | -                    | 38       | -31    | -           | -          |
| A. Marforio | 36       | 3       | -           | -          | -                    | -                    | -                    | -                    | 36       | 3      | -           | -          |
| De Ponti    | 38       | 0       | -           | -          | -                    | -                    | -                    | -                    | 38       | 0      | -           | -          |
| Bruno Canto | 35       | 2       | -           | -          | -                    | -                    | -                    | -                    | 35       | 2      | -           | -          |
| Mariani     | 32       | 0       | -           | -          | -                    | -                    | -                    | -                    | 32       | 0      | -           | -          |
| L. Giannini | 31       | 4       | -           | -          | -                    | -                    | -                    | -                    | 31       | 4      | -           | -          |
| Margnini    | 31       | 2       | -           | -          | -                    | -                    | -                    | -                    | 31       | 2      | -           | -          |
| Romanzini   | 31       | 2       | -           | -          | -                    | -                    | -                    | -                    | 31       | 2      | -           | -          |
| Migliorati  | 29       | 11      | -           | -          | -                    | -                    | -                    | -                    | 29       | 11     | -           | -          |
| Barichella  | 23       | 5       | -           | -          | -                    | -                    | -                    | -                    | 23       | 5      | -           | -          |
| Gini        | 22       | 2       | -           | -          | -                    | -                    | -                    | -                    | 22       | 2      | -           | -          |
| Maconi      | 22       | 0       | -           | -          | -                    | -                    | -                    | -                    | 22       | 0      | -           | -          |
| Sacco       | 20       | 0       | -           | -          | -                    | -                    | -                    | -                    | 20       | 0      | -           | -          |
| Lo Bosco    | 15       | 1       | -           | -          | -                    | -                    | -                    | -                    | 15       | 1      | -           | -          |
| Ferraris    | 5        | 0       | -           | -          | -                    | -                    | -                    | -                    | 5        | 0      | -           | -          |
| Casna       | 4        | 0       | -           | -          | -                    | -                    | -                    | -                    | 4        | 0      | -           | -          |
| Giannini G  | 1        | 0       | -           | -          | -                    | -                    | -                    | -                    | 1        | 0      | -           | -          |
| Moretti     | 1        | 0       | -           | -          | -                    | -                    | -                    | -                    | 1        | 0      | -           | -          |
| Sadocco     | 1        | 0       | -           | -          | -                    | -                    | -                    | -                    | 1        | 0      | -           | -          |

## Giovanili

### Organigramma societario
Area direttiva
- Responsabile settore giovanile: Ferruccio Azzarini

Area tecnica
- Allenatore Beretti: Mario Tordera

### Piazzamenti
- Beretti
  - Prima partecipazione al Trofeo Dante Beretti
  - 1º Posto al trofeo di Laveno Mombello battendo in finale il Legnano per 2-1
  - Partecipazione al torneo internazionale Angelo Garvaglia organizzato dalla Pro Patria vinto poi dal genova. Il Verbania si Classifica 3º  battendo Il Varese 1-0